# Добротица (област Търговище)
Вижте пояснителната страница за други значения на Добротица.
 Тази статия е за селото в Област Търговище.  За другото българско село с това име вижте Добротица (Област Силистра).  За други значения вижте Добротица (пояснение).
Добротица е село в Североизточна България. То се намира в община Антоново, област Търговище.

## География
Село Добротица е разположено в Предбалкана по северния склон на Антоновския рид на височина 397 м в историко-географската местност Сланник (до 1942 г. Тузлука), на 7 км от Антоново, на 25 км на север от Попово, на югоизток около 30 км от Омуртаг. Това е широко отворена хълмиста област на изток от Герловото и на юг от Лиса планина, област, изградена от долно кредни пясъчници и мергели, с горуновоцерови, геберови и букови гори, с богата и разнообразна флора.
В селото, освен че има пет „тепета“, има и пет махали, които се събират в центъра:
Суа маала (су = вода), Камбур маала, Кевлере (Ики евлер = две къщи), Долната маала и Онамнята /според диалекта на селото/
Всяка от тях е разположена на един хълм, по-голям или по-малък. Селото прилича на крепост, заобиколено от гори, дерета и реки с високи брегове.

## История
Село Добротица е едно от най-старите селища в района, наречен Тузлук (или Тозлук) – опожарена или солена земя. Писмени сведения за него се откриват в „Книга за описанието на света“ от турски хронист, живял през втората половина на ХV и началото на ХVІ в. Според историците проф. Александър Бурмов и Петър Петров, една от споменатите там 29 крепости на Цар Иван Шишман в Североизточна България с хубавото българско име Добърджа, Търговишко (вж. История на България, 1982 г., том ІІІ, С, 352). Това потвърждава и големият холандски учен проф. Махиел Кил в „Памет за Тузлука“, Сдружение „Антоново-2000“, С, 56).
Турският хронист разказва как неверниците доброволно са предали ключа от крепостта на Али паша три години преди падането на В. Търново. Село с име Доброджилар се споменава и в турски регистър на овцевъдите в кааза Шумен от 24 декември 1573 г. Според историците, споменати по-горе, документът е доста похабен и голяма част от него не се разчита. Споменати са длъжниците Коста Чобан, Йово Сиво, Чоко Секо.
Селото се споменава през 1676 г. след една чумна епидемия (вж. Енциклопедия на България, т. ІІ, С, 385).
Село Добротица (Доброджилар, Добриново или Доброфча) е едно от най-старите селища в района. За това говорят споменатите по-горе писмени паметници, но и могилите в него и край него.
В областта на археологията са регистрирани следните културно-исторически паметници:
- На 0,08 км североизточно от селото – надгробна могила, височина 1,5 м и диаметър 20 м. Обработва се.
- На 1,2 км югозападно от селото, срещу разклона за село Язовец– надгробна могила, вис. 2 м, диам. 18 – 20 м. Обработва се.
- На 2 км от селото в мест. „Ашмалък“ – средновековно селище. По терена има керамика, характерна за ХІІ – ХІV в.
- Източно от селото в местността „Марка“, на брега на Голяма река – средновековно селище.
- На около 1,5 км в посока север-североизток от селото – надгробна могила. Вследствие на иманярски изкоп се вижда част от входа на гробницата – ІV – ІІІ в. пр. Хр.
- На около 500 – 600 м североизточно от горната могила, на левия бряг на Голяма река – крепостно съоръжение. Намира се югоизточно от крепостта на село Долец (община Попово – през реката). Стените затварят четириъгълник с площ от 3 – 4 дка. В североизточната част личи портата. Няма материали за датировка.
(Атанасова К. Ст., Ташева В. С., Димитрова М., „Памет за тузлука“, Изд. „Фабер“ В.Търново, 2005, ISBN 954-775-462-9).

## Религии
Енорийският храм е посветен на свети пророк Илия и е построен през 1910 г. Майстор на църквата е дядо Димитър Майстора от Антоново. Главният инициатор и дарител е Арсо Дончев – млад, доста буден и енергичен човек, току-що върнал се от Америка. Дал 4 жълтици, събрал от селяните още три и основал фонд за строеж на храм. Помогнали му в това дело и Неделчо Христов, Иван Вучков, Йосиф Стоянов, Илия Момчилов, Никола Динев, Алекси Ив. Вучков. На празника Възнесение Господне 1920 г. е положен и антиминс със свети мощи. Полагането е направено от протосингела на св. Търновска митрополия Негово Високоблагоговейнство свещеноиконом Хлебаров, в съслужение с йеромонах Борис и завеждащия тогава енорията – свещеник Марко А. Попов.
Първият свещеник в селото е поп Георги. Той е бил инициатор за създаването на училищната трапезария, участвал е зад сцена в театралните представления на учелището и в спортните състезания. Той е създател на летописната книга на селото. Наричали са го „червения поп“.
Дълги години свещеник в селото е бил поп Серафим от село Присойна (мирското му име е Стойне). Заедно с попадията са пеели много добре, а църквата не е побирала всички хора желаещи да пръстват. След 9 септември 1944 г. се премества в Търговище.

## Културни и природни забележителности
В църковния двор се намират:
- От северната страна е разположена скулптора на Николай Шмиргела.
- паметник на шестнадесетте добротичани загинали във войните 1912 -1918 г. (висок 2.75 м, широк 1.2 м, дебел от 40 см в основата до 20 см на върха).
- гроба на дарителя Алекси Вучков и малкия му син.
- Най-стария дъб в околността – Картотекиран е и се опазва от държавата, на повече от 200 години, височината му е над 12 м, намира се в махала Кевлере.

## Други
| – Година - | – Брой - | – Вид -     |
| ---------- | -------- | ----------- |
| 1525       | 26       | домакинства |
| 1583       | 43       | домакинства |
| 1642       | 60       | домакинства |
| 1751       | 37       | домакинства |
| 1956       | 590      | жители      |
| 1967       | 750      | жители      |
| 1976       | 474      | жители      |
| 1986       | 397      | жители      |
| 1996       | 300      | жители      |
| 2007       | 294      | жители      |
| 2009       | 207      | жители      |